# Беннетт, Джон Годолфин
Джон Годолфин Беннетт (англ. John Godolphin Bennett, 8 июня 1897, Лондон — 13 декабря 1974[…], Шерборн, Юго-Западная Англия) — британский математик, учёный, технолог, философ, руководитель промышленных исследований и писатель. Наибольшую известность ему принесли его книги по психологии и духовности (в частности, книга «Драматическая вселенная»), основанные на учении мистика Г. И. Гурджиева, с которым они встретились в Стамбуле в 1921 году.
Беннетт внёс вклад в развитие учения Г. И. Гурджиева, сделав попытку построить фундаментальную картину мира и сделать понятным для всех то, что Гурджиев описывал в своих книгах.
В 1956 году Беннетт стал приверженцем учения Субуд и активно способствовал его распространению в западном мире, но уже в 1960 году разочаровался в этому учении.

## Избранные произведения
- О Субуде / Пер. с англ. А. Л. Долгопольского. — М., 2000. — 160 с.
- Элементарная систематика. Изучение Эннеаграммы / Пер. с англ. С. А. Пылаевой. — 2001. — 194 с.
- Христианский мистицизм и Субуд. Энергии: материальные, жизненные и космические = Christian mysticism and Subud. Energies: material, vital, cosmic / Пер. с англ. А. Л. Долгопольского. — М., 2002. — 160 с.
- Гурджиев. Путь к новому миру. — М.: Профит-Стайл, 2006. — 432 с. — ISBN 5-98857-023-2.
- Свидетель. — Гаятри, 2006. — 440 с. — (Зов бесконечности). — ISBN 5-9689-0030-X.
- Учителя мудрости. — М.: Профит-Стайл, 2006. — 424 с. — ISBN 5-98857-028-30.
- Секс энергии: материальные, жизненные, космические. — М.: Профит-Стайл, 2007. — 176 с. — (Эзотерические знания). — ISBN 5-98857-050-X.
- Драматическая Вселенная. В 4-х томах. — М.: Профит-Стайл, 2013. — ISBN 978-5-98857-281-7.